# Gathynia cassata
Gathynia cassata är en fjärilsart som beskrevs av W. Warren 1906. Gathynia cassata ingår i släktet Gathynia och familjen Uraniidae. Inga underarter finns listade i Catalogue of Life.